# Tres Isletas
Tres Isletas – miasto w Argentynie, w prowincji Chaco, stolica departamentu Maipú.
Według danych szacunkowych na rok 2010 miejscowość liczyła 16 976 mieszkańców.